# فرد ويزلي وينتورث
فرد ويزلي وينتورث (بالإنجليزية: Fred Wesley Wentworth) هو مهندس معماري أمريكي، ولد في 3 أغسطس 1864، وتوفي في 5 أكتوبر 1943.